# Нова Ловча
Ловча пренасочва насам.  За обезлюденото село в Гърция вижте Ловча (Драмско).
Но̀ва Ло̀вча е село в Югозападна България. То се намира в община Хаджидимово, област Благоевград.

## Население

### Етнически състав
Преброяване на населението през 2011 г.
Численост и дял на етническите групи според преброяването на населението през 2011 г.:
|                     | Численост |
| Общо                | 68        |
| Българи             | 68        |
| Турци               | -         |
| Цигани              | -         |
| Други               | -         |
| Не се самоопределят | -         |
| Неотговорили        | -         |

## География
Нова Ловча е разположено в подножието на планината Славянка до българо-гръцката граница. Площта на селото е 12.938 km2. Селото е на 700-999 m надморска височина. Релефът е предимно хълмист а на изток равнинен. Почвите са кафяви. Край селото има пресъхваща река, която извира край село Парил и се подхранва основно от дъжда. На 1-2 km изток от селото е разположено малко изкуствено езеро, което също се подхранва от дъжда и се използва за стопански дейности. Климатът е континентален-средиземноморски. Характеризира се с горещо и сухо лято и студена зима. Средната температура праз лятото е 24-25 °С. Зимата е студена и мека с ниски температури. Максималката температура през зимата е 1-2 °C. Валежите са около 600-700 mm годишно. Вятърът е тих до умерен през лятото. Снежната покривка през зимата достига до 1 метър.
В планината Славянка расте един от най-прочутите билки Алиботушки чай (Sideritis scardica), познат още като Мурсалски, наред с много други защитени видове и животни. Видът е защитен от Зелената книга на растителните видове.

## История
Според Йордан Н. Иванов името на селото е от Ловча (вьсь, гора поляна), старобългарското ловьць, ловьчь. Жителското име е ло̀вчанин, ло̀вчанка, ло̀вчане.
Селото е основано след Междусъюзническата война неврокопското село Ловча остава на територията на Гърция, на 100 метра от новата граница. В 1926 - 1927 година по спогодбата Моллов - Кафандарис част от жителите на Ловча се изселват на 1-2 километра навътре в пределите на България и основават новото село, а част се заселват в Неврокопско и Плевенско.
1/3 от Ловчанското поле остава на територията на България и 2/3 в пределите на днешна Гърция. От старото село е запазен единствено храмът „Свети Архангел Михаил“, останалото е в руини. На 8 ноември – Свети Архангел Михаил, всяка година жителите на новото село Ловча, живеещи в България и всички потомци на жители живели в старото село, останало в Гърция, се събират на събор на църквата „Свети Архангел Михаил“. Интерес представляват множеството следи от преправяне надписите на фасадните стенописи
На Ивановден или на Атанасовден има кукерски карнавал, а съборът на селото е на 20 юли - Илинден.
В селото има два храма – гробищната църква „Свети Пророк Илия“ и „Свети Архангел Михаил“, наречена на останалия в Гърция храм и построена с личния труд на голяма част от жителите на селото.

## Личности
Родени в Нова Ловча
- Запрю Икономов (1929 – 2015), български фолклорист

Починали в Нова Ловча
- Алекса Костов (1865 - след 1943), български революционер
- Георги Борунсузов (1881 - след 1943), български революционер
- Димитър Иванов Великов (1873 - след 1943), български революционер